# Sundsvalls centralstation
Sundsvalls centralstation är en av Sundsvalls två järnvägsstationer. Den ligger på Landsvägsallén i centrala Sundsvall. Stationen ritades av SJ:s dåvarande chefsarkitekt Folke Zettervall och invigdes 17 december 1925. Efter att Statens Järnvägar bolagiserades, ägdes och förvaltades byggnaden av Jernhusen AB. Sedan den 1 februari 2017 är Sundsvalls kommuns Industrifastighetsutveckling AB (SKIFU) ägare av fastigheten.

## Historia
På 1870-talet byggdes den första järnvägslinjen i Sundsvall. Det var en järnvägsförbindelse från Torpshammar till Sundsvall, och ett stationshus med två flygelbyggnader i trä, ritat av Adolf W Edelsvärd, uppfördes samtidigt vid hamnbassängen i Sundsvall. Denna byggnad finns ännu kvar. 
I samband med att den privat finansierade Ostkustbanan tillkom på 1920-talet lades trafiken om, och den nya centralstationen uppfördes strax sydost om Sundsvalls centrum, vid den nya järnvägslinjen. 

## Stationen
Sundsvalls station är en relativt låg tegelbyggnad med kalkputsad fasad i en gråvit kulör. Över en horisontellt långsträckt byggnadskropp har tvärställts en hög byggnadsvolym med stora gavelfasader och branta tegeltäckta tak. Den lägre envåningsdelen som ligger längs med spåret bryts av de stora gavelfasaderna mot spårsida och gatusida med entréportiker, asymmetriskt placerat åt den östra sidan av byggnaden. Byggnaden bär drag av såväl nationalromantik som jugend. Det har släktskap med dansk arkitektur och uppvisar likheter med flera skånska stationshus ritade av Folke Zettervall. Huset är byggnadsminnesmärkt
Öster om stationsbyggnaden ligger ett mindre uthus, utformat i samma stil och material som stationen, med tegeltäckt pulpettak. Det sammanbinds med huvudbyggnaden med en låg mur, även den putsad och tegelkrönt.
Rakt över spåren, söder om stationshuset, ligger ett expeditionshus med vidbyggt vattentorn, samt ett rundlokstall med vändskiva. Dessa är uppförda i samma stil som stationshuset med putsade fasader i en ljust gråvit avfärgning. Vidare uppfördes inom bangårdsområdet godsmagasin, verkstadsbyggnader och lastkajer. 
Över perrongerna uppfördes perrongtak konstruerade i limträ. Även dessa är byggnadsminnesmärkta. 

## Förvandlingen till ett resecentrum
Huset genomgick en omfattande tillbyggnation och renovering 2019-2021 i och med ett initiativ från Sundsvalls kommun att knyta samman tåg och buss i ett sammanhållet stationsområde och ge resenärerna förbättrade möjligheter att ta sig till och från stationen även via gång, cykel och bil.
En ny bussterminal och vänthall byggdes i anslutning till stationshusets bottenvåning. De allmänna ytorna i stationshuset utökades och huset restaurerades för att återställa det mesta av den ursprungliga utformningen. 
Även utemiljön rustades upp med bland annat ny möblering och belysning. Vid stationens norra sida, på gatuentrén, anlades fler hämta-/lämnaplatser och en ny taxiparkering. Bussplanen och ytorna framför stationen utrustades med markvärme. Öster om stationshuset finns ett äldre trähus som höjdes och fick en ny grund i samband med renoveringen. 

## Linjer
Från Sundsvalls centralstation utgår de tre banorna Mittbanan, Ostkustbanan och Ådalsbanan.
| Bana         | Linjesträckning                                        | Typ av tåg som trafikerar Sundsvalls centralstation                    |
| ------------ | ------------------------------------------------------ | ---------------------------------------------------------------------- |
| Mittbanan    | Sundsvall-Östersund-Storlien                           | Norrtåg till Storlien och SJ intercitytåg till Duved                   |
| Ådalsbanan   | Sundsvall-Härnösand-Örnsköldsvik-Umeå                  | Norrtåg och SJ snabbtåg till Umeå samt SJ nattåg till Luleå och Narvik |
| Ostkustbanan | Sundsvall-Hudiksvall-Söderhamn-Gävle-Uppsala-Stockholm | SJ snabbtåg och X-trafik samt nattåg till Stockholm                    |

Från Sundsvalls Centralstation utgår även flera av busslinjerna i Sundsvalls lokaltrafik.

## Framtid
Trafikverket ska bygga om spårområdet och anlägga en planskild plattformsförbindelse för att öka säkerheten för resenärer.